# 黑乐谱

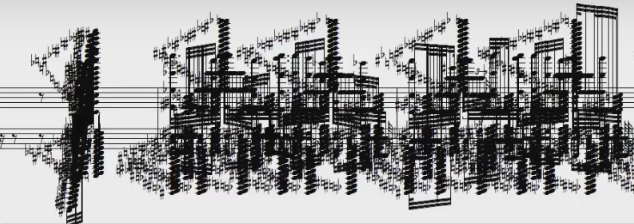
黑乐谱的一部分以五线谱的方式呈现。可以看出在黑乐谱中大量音符彼此紧挨着，意味着使用五线谱的方式来呈现是几乎全是黑色的，因此被称为“黑乐谱”

黑乐谱是一种音乐流派，由使用MIDI文件创建包含大量音符（通常成千上万，数百万，数十亿甚至数万亿）的歌曲或混音的乐曲组成。制作黑乐谱的人们被称为“blackers”。但是，对于黑乐谱的“黑”没有具体的标准。所以，找到黑乐谱的具体来源是十分困难的。

## 历史

### 起源和早期历史
尽管黑乐谱和钢琴的起源无关，但钢琴的概念不可能早在黑乐谱出现之前就已经存在。黑乐谱首先在康伦·南卡罗的作品中得到体现，他在琴键上打孔，以几乎不可能的方式创作出极其复杂且无法演奏的音乐作品。黑乐谱的另一来源是加拿大演奏家马克-安德烈·哈梅林编写的马戏团加洛普舞曲。这支曲子音符排列相当复杂，最多需要同时演奏21个音符。弗兰克·扎帕也写了一篇音符密集且演奏极其困难的作品“黑页”（The Black Page）。
黑乐谱首先在《U.N. オーエンは彼女なのか》（U.N. Owen Was Her?）中出现，该曲是东方Project弹幕射击电子游戏系列第六作《东方红魔乡》的Extra关卡头目的主题曲。 它于2009年上传到Niconico動畫网站，在随后的两年中，黑乐谱开始从日本传播到中国和韩国。 最初几年，黑乐谱用传统的五线谱在视觉上进行观赏， 当时的黑乐谱只有数千个音符。黑乐谱由MIDI音序器（例如Music Studio Producer和创作歌手）创建，并通过MIDI播放器（如MAMPlayer和TiMidity++）播放。 但是后来日本的黑乐谱社区很快消失了。

### 在欧美的流行
2011年2月，YouTube用户Kakakakaito1998上传了一段作曲视频，使黑乐谱在欧洲和美国流行。此后不久，来自世界各地的黑乐谱创作者通过制作黑乐谱使其音符数量突破百万。为了使音符数量更多，他们使用大量不同颜色的音符组成图案来增加乐谱的复杂性。 他们还成立了网站“黑乐谱制作指南”和“官方黑乐谱Wikia ”，介绍并定义黑乐谱，使其更加规范。 
黑乐谱中音符数量第一个达到百万大关的是东方Project电子游戏《東方妖妖夢_～_Perfect_Cherry_Blossom.》的“死灵狂想曲”许多黑乐谱视频标题的结尾会显示乐曲中有多少个音符。 计算机处理量的增加使可以播放的MIDI音符数量和文件大小的数量也增加了， 在日本视频游戏音乐和日本动画黑乐谱I仍然很普遍。 该流派也开始流行到现代流行歌曲中，如麥莉·希拉的 Wrecking Ball 。 尽管增加了计算机存储空间，但仍有黑乐谱文件可能会导致操作系统变慢。 目前有5个黑乐谱达到MIDI中允许的最大音符数量（约93万亿个）。由于其创作性质和巨大规模，它们无法进行播放和录制。
黑乐谱制造者组成如Black MIDI Team类的协作小组来一起制作MIDI文件和图像，以便可以更快地在视频网站中上传它们。 黑乐谱制造者使用Synthesia ， FL Studio等程序来制造和播放他们的黑乐谱。  一些人（例如Jason）为了避免出现RAM和处理问题，以较慢的速度播放MIDI文件并录制，然后在编辑视频时加快播放速度以达到相同的效果。

## 音符数量
截止至2021年5月，已经有5个黑乐谱达到MIDI音符数量上限，12个黑乐谱音符数量超过万亿。
| 排名 | 曲名                                   | 音符数量           | 乐谱大小 | 备注                               |
| ---- | -------------------------------------- | ------------------ | -------- | ---------------------------------- |
| 1    | TheTrueEnd                             | 93,823,560,428,205 | 256 TB   | 第一个达到MIDI音符数量上限的黑乐谱 |
| 2    | Armageddon v3                          | 93,823,560,428,205 | 256 TB   | 第二个达到MIDI音符数量上限的黑乐谱 |
| 3    | NoiseMIDI                              | 93,823,560,428,205 | 256 TB   |                                    |
| 4    | TheLastNote                            | 93,823,560,428,205 | 256 TB   |                                    |
| 5    | Ashes                                  | 93,823,560,428,205 | 256 TB   |                                    |
| 6    | Ievan's Polka Infinite Star Wars       | 53,745,997,855,018 | 429 TB   | 内存最大的黑乐谱                   |
| 7    | Happy Theme of DEATH V10               | 35,180,980,081,758 |          |                                    |
| 8    | The Hypernova                          | 31,274,520,033,510 |          |                                    |
| 9    | Paprika's Trillion Note MIDI           | 2,661,824,754,708  | 21 TB    |                                    |
| 10   | Bad Apple RTX 2080Ti                   | 2,198,553,505,690  | 16 TB    |                                    |
| 11   | Happy Birthday                         | 1,127,184,800,000  | 8.2 TB   |                                    |
| 12   | Armageddon v2                          | 1,073,741,814,995  | 4.2 TB   | 第一个音符数量突破一万亿的黑乐谱   |
| 13   | Armageddon                             | 536,870,907,495    | 2.14 TB  |                                    |
| 14   | Bad Apple!! feat. nomico               | 280,000,000,000    | 1.1 TB   |                                    |
| 15   | Ievan's Polka Infinite War of Sky City | 178,808,863,018    | 150 TB   |                                    |

## 评价
“黑乐谱”的名称起源于乐曲中过多的音符使得乐谱在五线谱上看起来几乎是黑色的。 根据加利福尼亚州的黑乐谱制造者“TheTrustedComputer”的说法，黑乐谱源于“子弹的速度比眼球还快”的清版射击游戏的思想， 具有混音风格是它的目的。作曲家康隆·南卡罗（Conlon Nancarrow）认为黑乐谱是使用自動演奏鋼琴的一种等效的数字形式，包括尝试用几种厚重的音符来组成复杂的乐曲。 但是黑乐谱指南官方否认他的评价造成的影响：“康隆·南卡罗对黑乐谱注解和钢琴有过多的关联。我们认为，黑乐谱的起源必须在MIDI音乐的世界中找到” 
黑乐谱最初于2013年9月被报道， 并引起出版者和博客作者的关注，并获得了新闻工作者，博客作者和电子音乐家的好评。  黑乐谱收到许多人的好评，归功于它将常规钢琴音符以抽象的方式组合在一起以产生新的音乐并有独特的音符视觉效果，而这是许多其他音乐风格所无法听到的。 Elliot Williams认为这种风格具有讽刺意味，因为快节奏的琶音和“弦乐和弦”都是从有限的音符数量下发展起来的。它们结合在一起形成了其他的音色，使钢琴听起来更像是芯片而不像一架真正的钢琴。